# Hesperentomon chinghaiense
Hesperentomon chinghaiense är en urinsektsart som beskrevs av Yin 1982. Hesperentomon chinghaiense ingår i släktet Hesperentomon och familjen Hesperentomidae. Inga underarter finns listade i Catalogue of Life.